# قطعنامه ۱۷۱۲ شورای امنیت
قطعنامه  ۱۷۱۲ شورای امنیت سازمان ملل متحد که در تاریخ ۲۹ سپتامبر ۲۰۰۶ تصویب شد، سندی بین‌المللی دربارهٔ بررسی وضعیت در لیبریا است. این قطعنامه طی نشست ۵۵۴۲ام با ۱۵ رای موافق، ۰ مخالف و ۰ ممتنع تصویب شد.